# Diogo Nunes da Veiga
Diogo Nunes da Veiga (* 1590 in Elvas (Alto Alentejo); gestorben im 17. Jahrhundert nach 1650) stammte aus einer Marranenfamilie, wurde ein erfolgreicher Kaufmann und wirkte schließlich von Hamburg aus.
Er betrieb sein Geschäft zunächst in Elvas, dann in Lissabon und im brasilianischen Bahia, kam 1623 nach Hamburg. Dort konvertierte er offen zum Judentum und nannte sich mit jüdischem Namen Abraham Israel (Veiga); er heiratete, doch blieb die Ehe kinderlos. Er betrieb Fernhandel, Handel mit Edelsteinen und Geldgeschäft (internationales Wechselgeschäft, Kredite an Holstein-Gottorp, Seeversicherungsgeschäft).
Bemerkenswert sind die globalen Beziehungen seiner Familie Passarinho, die aus Elvas stammte. Sie stieg im Handel auf und etablierte sich in Lissabon. Zwei der Brüder, Gaspar und Afonso Rodrigues Passarinho, gründeten 1618 in Lissabon eine Gesellschaft. Die beiden anderen, Diogo und António Nunes da Veiga, gingen nach Bahia. Diogo Nunes kehrte bald nach Hamburg zurück. Die Geschwister waren auf einer der zentralen Achsen der Weltwirtschaft, die von Brasilien über Lissabon in den Nord- und Ostseeraum reichte, verteilt.
Gaspar und Afonso Rodrigues Passarinho stiegen weiter zu einem der führenden Handelshäuser auf. Anfang der 30er Jahre gingen beide nach Sevilla, um in den Amerikahandel einzusteigen. In den 1640er Jahren kümmerten sich die Brüder bei Philipp IV. um die spanischen Kronfinanzen, die Asientos.1646 siedelten Gaspar und Afonso Rodrigues nach Madrid über. In den 1640er Jahren lebt ein Bruder in Amsterdam als bekennender Jude, Penso Passarinho, der möglicherweise identisch mit António Nunes da Veiga ist. Diogo Nunes da Veiga unterhielt von Hamburg aus engste Geschäftsverbindungen zu seinen Brüdern.
Doch kurz nach dem Umzug nach Madrid ging die spanische Inquisition gegen die beiden Brüder vor. Gaspar Rodrigues und weitere Familienmitglieder konnten sich nach Antwerpen retten, wo sie weiter die Finanzen des Imperiums betreuten, offiziell als paguistas, d. h. als Korrespondenten, die im Namen der Madrider »Asentisten« die Zahlungen leisteten. Afonso Rodrigues hingegen musste einen mehrjährigen Inquisitionsprozess in Cuenca erdulden, der 1651 mit der Abschwörung in Toledo endete. Erst dann kam er nach Antwerpen.
Beide Brüder und zahlreiche Angehörige setzten sich schließlich Ende der 1650er Jahre nach Italien ab, wo sie offen zum Judentum übertraten. Weitere Verwandte lebten als bekennende Juden in Amsterdam und in anderen sephardischen Gemeinden Mitteleuropas, in Hamburg Mosseh Penso und in Bremen Rodrigo Alvarez Penso. In weiten Bereichen der europäischen sephardisch-marranischen Diaspora hatte sich die Familie etabliert.

## Einzelbelege
1. ↑  Michael Zeuske: Handbuch Geschichte der Sklaverei: Eine Globalgeschichte von den Anfängen bis zur Gegenwart. Walter de Gruyter GmbH & Co KG, 2019, ISBN 978-3-11-056163-0 (google.de [abgerufen am 11. Mai 2024]).

| Personendaten    | Personendaten                       |
| ---------------- | ----------------------------------- |
| NAME             | Nunes da Veiga, Diogo               |
| ALTERNATIVNAMEN  | Abraham Israel                      |
| KURZBESCHREIBUNG | portugiesischer Kaufmann in Hamburg |
| GEBURTSDATUM     | 1590                                |
| GEBURTSORT       | Elvas                               |
| STERBEDATUM      | zwischen 1650 und 1700              |